# Lista de deputados estaduais do Amapá da 3.ª legislatura
Essa é uma lista de deputados estaduais do Amapá eleitos para o período 1999-2003.

## Composição das bancadas
| Partido | Líder               | Bancada | Posição      |
| ------- | ------------------- | ------- | ------------ |
| PMDB    | Abelardo Vaz        | 4 / 24  | Oposição     |
| PDT     | Geraldo Rocha       | 4 / 24  | Oposição     |
| PSB     | Janete Capiberibe   | 3 / 24  | Governo      |
| PSD     | Lucas Barreto       | 3 / 24  | Independente |
| PFL     | Jorge Salomão       | 3 / 24  | Oposição     |
| PL      | Rosemiro Rocha      | 2 / 24  | Oposição     |
| PT      | Randolfe Rodrigues  | 2 / 24  | Governo      |
| PSL     | José Miranda Coelho | 1 / 24  | Independente |
| PTB     | Amiraldo Favacho    | 1 / 24  | Independente |
| PSDB    | Regildo Assunção    | 1 / 24  | Oposição     |

## Deputados estaduais
| Número | Deputados estaduais eleitos | Partido | Votação | Percentual | Cidade onde nasceu | Unidade federativa |
| 22123  | Rosemiro Rocha Freire       | PL      | 5.585   | 3,34%      | Santana            | Amapá              |
| 17123  | José Miranda Coelho         | PSL     | 5.562   | 3,33%      | Macapá             | Amapá              |
| 40117  | Janete Capiberibe           | PSB     | 4.991   | 2,99%      | Amapá              | Amapá              |
| 14123  | Amiraldo da Silva Favacho   | PTB     | 4.185   | 2,50%      | Calçoene           | Amapá              |
| 41111  | Roberto Góes                | PSD     | 3.863   | 2,31%      | Porto Grande       | Amapá              |
| 25122  | Jorge Salomão               | PFL     | 3.430   | 2,05%      | Afuá               | Pará               |
| 15123  | Fran Soares Júnior          | PMDB    | 3.358   | 2,01%      | Mazagão            | Amapá              |
| 41123  | Lucas Barreto               | PSD     | 3.313   | 1,98%      | Macapá             | Amapá              |
| 40112  | Eury Farias                 | PSB     | 3.283   | 1,96%      | Belém              | Pará               |
| 41234  | Jorge Amanajás              | PSD     | 3.238   | 1,94%      | Chaves             | Pará               |
| 22121  | Dr. Manoel Brasil           | PL      | 3.111   | 1,86%      | Porto Grande       | Amapá              |
| 25125  | Alexandre Barcellos         | PFL     | 2.768   | 1,65%      | Rio de Janeiro     | Rio de Janeiro     |
| 40147  | Judith Medeiros             | PSB     | 2.668   | 1,59%      | Pracuuba           | Amapá              |
| 15147  | Abelardo Vaz                | PMDB    | 2.622   | 1,57%      | Inhumas            | Goiás              |
| 45611  | Regildo Wanderley Salomão   | PSDB    | 2.618   | 1,56%      | Ananindeua         | Pará               |
| 25147  | Jarbas Gato                 | PFL     | 2.617   | 1,56%      | Oriximiná          | Pará               |
| 12147  | Geraldo Rocha               | PDT     | 2.439   | 1,46%      | Macapá             | Amapá              |
| 15124  | João Queiroga               | PMDB    | 2.056   | 1,23%      | São Luís           | Maranhão           |
| 15115  | Raimunda Beirão             | PMDB    | 1.983   | 1,18%      | Dom Pedro          | Maranhão           |
| 13113  | Randolfe Rodrigues          | PT      | 1.756   | 1,05%      | Garanhuns          | Pernambuco         |
| 12345  | Vital Andrade               | PDT     | 1.554   | 0,93%      | Amapá              | Amapá              |
| 13177  | Hildo Fonseca               | PT      | 1.297   | 0,77%      | Castanhal          | Pará               |
| 12222  | Eider Pena                  | PDT     | 1.256   | 0,75%      | Ferreira Gomes     | Amapá              |
| 12312  | Alexandre Pipi              | PDT     | 1.123   | 0,67%      | Macapá             | Amapá              |